# Super Dragon Ball Z
 (mars 2017).
Si vous disposez d'ouvrages ou d'articles de référence ou si vous connaissez des sites web de qualité traitant du thème abordé ici, merci de compléter l'article en donnant les références utiles à sa vérifiabilité et en les liant à la section « Notes et références ».
Ne doit pas être confondu avec Dragon Ball Super.
Super Dragon Ball Z (超ドラゴンボールZ, Chō doragon bōru zetto, littéralement « Super Dragon Ball Z ») est un jeu vidéo de combat, inspirée du célèbre univers de Dragon Ball Z, le jeu a été développé par Crafts & Meister. Il est disponible à partir de fin 2005 au Japon sur bornes d'arcade sous System 256 puis en 2006 sur PlayStation 2.

## Système de jeu
Super Dragon Ball Z propose plusieurs modes de jeu.
- Original : le joueur doit remporter sept combats.
- Z Survivor : le joueur doit battre le plus d'ennemis avant d'être vaincu.
- Training : entrainement face à un adversaire au choix.
- Versus : jeu multijoueur en un contre un.

Dans le menu Dragon Summoning, le joueur peut échanger les Dragon Balls collectées contre des articles (attaques, personnages...). Le menu Customize permet de personnaliser les personnages.

## Personnages jouables
- C-16
- C-17
- C-18
- Cell
- Chichi
- Freezer
- Krilin
- Piccolo
- Son Gohan (normal, Super Saiyan 2)
- Son Goku (normal, Super Saiyan)
- Trunks du futur (normal, Super Saiyan)
- Vegeta (normal, Super Saiyan)

Personnages à débloquer
- Boo
- Méca-Freezer
- Piccolo Daimaô
- Majin Vegeta
- Videl
- Son Gohan Ultime